# 兔蜥屬
兔蜥屬（學名：Lagerpeton）是種原始恐龍形態類爬行動物，生存於三疊紀晚期（卡尼階）的南美洲。
化石是數個脊椎、骨盆、後肢、以及腳掌骨頭，被發現於阿根廷的加尼雷斯組（Chañares Formation）地層。在1971年，經由古生物學家阿爾弗雷德·羅默（Alfred Romer）的敘述、命名，模式種是加尼雷斯兔蜥（L. chanarensis）。兔蜥的腳掌獨特，第四腳趾特別長，身長被估計約0.7公尺。Dromomeron生存於三疊紀晚期的美國，是兔蜥的近親。

## 外部連結
- Dinosauromorpha